# 광주극장

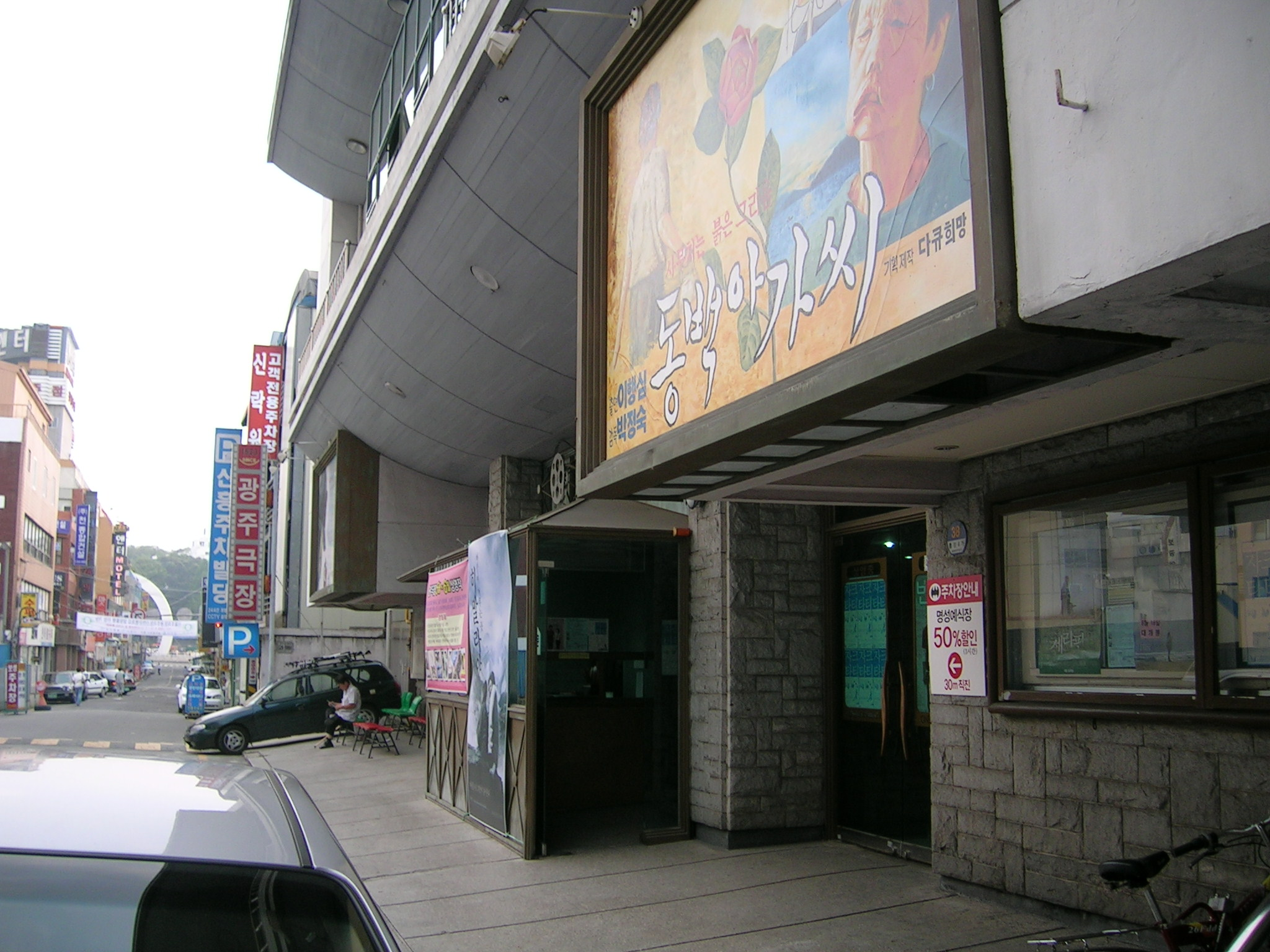
광주극장

광주극장(光州劇場)은 광주광역시 동구 충장로46번길 10에 위치한 영화관이다. 1934년에 설립되어, 대한민국에서 가장 오래된 극장 중 하나이다. 객석은 862석 규모이고, 상영 스크린이 하나뿐인 단관 극장이다. 근래 영화관들이 거의 복합상영관으로 바뀌는 가운데에도 단관체제를 고집하고 있으며, 일반 영화관에서 상영되지 않는 예술영화, 독립영화, 3세계 영화 등의 상영으로 특화된 체제로 운영하고 있다. 매 달 마지막 주 수요일은 필름 정거장 프로그램을 운영하여 영화관람 뿐만 아니라 예술 전시, 음악회 등 다양한 문화 행사를 통해 지역의 문화 명소로 자리 매김하고 있다.

## 같이 보기
- 애관극장
- 단성사